# Enrico Nizzi
Enrico Nizzi (* 1. August 1990 in Cavalese) ist ein ehemaliger italienischer Skilangläufer.

## Werdegang
Nizzi trat bis 2010 bei Juniorenrennen an und nahm von 2010 bis 2020 vorwiegend am Skilanglauf-Alpencup teil. Dabei kam er sechsmal unter die ersten Zehn. Sein erstes Weltcuprennen lief er im Januar 2012 in Mailand, welches er auf dem 66. Platz im Sprint beendete. Im Dezember 2013 in Davos holte er mit dem 25. Platz im Sprint, seine ersten Weltcuppunkte. Bei den Olympischen Winterspielen 2014 in Sotschi erreichte er den 44. Platz im Sprint. Seine beste Einzelplatzierung im Weltcup erreichte er im Dezember 2018 in Toblach mit dem 20. Platz im Sprint. Sein 20. und damit letztes Weltcupeinzelrennen lief er im Februar 2019 in Cogne, welches er auf dem 51. Platz im Sprint beendete.